# ویدوخووا (استان پومرانی غربی)
ویدوخووا (به لاتین: Widuchowa) یک روستا در لهستان است که در گمینا ویدوخووا واقع شده‌است.